# Femmes surréalistes
La contribution des femmes au surréalisme dès le début du mouvement, dans les années 1920, est longtemps restée dans l'oubli.
Dans le groupe d’hommes que constituait ce mouvement en formation, les femmes ne pouvaient être présentes que comme compagnes ou collaboratrices un peu marginales. Mais le simple examen de l’histoire et des textes montre au contraire une attention extrême, voire subversive, de l’élément féminin de la culture.
Depuis les années 1970 et l'émergence des études de genre, les œuvres de ces artistes font pour la première fois l'objet de recherches académiques, d'ouvrages critiques et de rétrospectives à l'échelle internationale.

## Contexte
Les artistes masculins surréalistes cherchent une autre représentation de la femme. Ils construisent un féminin fantasmé et érotisé. Max Ernst publie La Femme 100/sans tête(s). La revue La Révolution surréaliste publie des montages à partir de photographies de femmes hystériques datant de 1878. Hans Bellmer crée la série La Poupée, représentant une femme fantasmée.
À la différence des hommes, les artistes femmes cherchent une autre représentation d'elles-mêmes. Les autoportraits sont rares chez les hommes surréalistes, fréquents chez les femmes. Eileen Agar, Bona, Claude Cahun, Leonora Carrington, Leonor Fini, Valentine Hugo, Luchita Hurtado, Frida Kahlo, Jacqueline Lamba, Lee Miller, Alice Rahon, Remedios Varo se sont photographiées, représentées, construites des personnages ou peintes. De même dans la littérature, on retrouve des textes et récits autobiographiques : Frida Kahlo, Remedios Varo, Claude Cahun, Unica Zürn, Nelly Kaplan, Bona, Meret Oppenheim, Mary Low, Nora Mitrani.
Les œuvres des femmes surréalistes, en tant que corpus ont commencé à être étudiées à partir des années 1980. La revue Obliques est le premier ouvrage qui recense en 1977 la production littéraire et plastique des femmes surréalistes. Les écrits de Mary Low sont publiés en 1979, trente ans après leur disparition pendant la guerre. Les poèmes de Kay Sage écrits en 1955, sont publiés en 1996. Le Journal de Frida Kahlo est publié en 1995, quarante ans après sa mort.
Les œuvres d'Unica Zürn font l'objet d'une exposition en 1998 en Allemagne. Celles de Leonora Carrington sont exposées en avril 1999 à New York, celles de Gisèle Prassinos, en 1997.
En 1997, le colloque La femme s'entête : la part du féminin dans le surréalisme à Cerisy-la-Salle rassemble vingt-cinq universitaires qui échangent sur la production littéraire et artistique des artistes femmes liées au surréalisme.

## Peintres
- Eileen Forrester Agar (Buenos Aires, 1899 – 1991). Peintre et créatrice d'objet à fonctionnement symbolique. Elle rejoint le London Group des surréalistes britanniques en 1936. C'est dans ses collages et scénarios d'objets que s'incarne le plus un esprit surréaliste[2],[3].

- Rachel Baes (Ixelles, Belgique, 1912 - Bruges, 1983). Peintre belge. Fille du peintre Émile Baes. En 1945, elle rencontre, à Paris, Paul Eluard qui préface sa première exposition. Elle fréquente les surréalistes et, bénéficiant du soutien d'André Breton, présente deux autres expositions en 1953 et 1956. En 1947, René Magritte emprunte ses traits pour sa série de Schéhérazade peinte en 1947[4]. Le catalogue de sa dernière exposition, en 1976, est préfacé par Louis Scutenaire[5].

- Baya (Bordj-el-Kifran près d'Alger, 1931 - Blida, 1998). Peintre algérienne. D'une famille très modeste, analphabète, employée comme domestique, elle a seize ans quand la galerie Maeght organise sa première exposition en 1947[6]. Ses œuvres se trouvent tant en France (Paris et Marseille), qu’à Cuba, au Japon et à Alger[7].

- Fanny Brennan (en) (1921 – 2001). Peintre franco-américaine[8]. Née en France, Fanny Brennan a grandi dans le milieu de l'art parmi Gerald et Sara Murphy et Pablo Picasso. Ses œuvres étaient présentes dans deux expositions de la galerie Wakefield Bookshop[réf. nécessaire].

- Emmy Bridgwater (Birmingham, 1906 – 1999). Peintre et poète anglaise. Après avoir étudié les beaux-arts, elle rejoint le groupe de E. L. T. Mesens en 1940. En 1947, elle présente quelques tableaux à l'exposition internationale du surréalisme à la Galerie Maeght à Paris. Michel Remy : « Elle est la grande exploratrice de la lave et des éruptions de marées lunaires. »[9]

- Leonora Carrington (Clayton Green, Angleterre, 1917 - Mexico, 2o11). Peintre et écrivaine anglaise. Elle étudie le dessin et la peinture à l’académie Amédée Ozenfant à Londres. En 1937, elle rencontre Max Ernst. En 1938, elle présente quelques toiles à l’exposition surréaliste à Amsterdam et publie son premier récit La Maison de la peur, préfacé par Max Ernst. En 1940, André Breton publie dans son Anthologie de l’humour noir, La Débutante. Quand Max Ernst est interné au Camp des Milles, à côté d’Aix-en-Provence, elle cherche, en vain, le moyen de le faire libérer. Ce qui entraîne une forte dépression qu’elle raconte dans Down below. Elle quitte New-York, en 1942, pour le Mexique où elle réalise la fresque Le Monde magique des Mayas pour le musée national d’anthropologie de Mexico (1963)[10]. En 1986, elle renie le surréalisme et considère qu'il fut « une foutaise pour les femmes. »[11].

- Ithell Colquhoun (Sylhet, Inde, 1906 - Lamorna, Angleterre, 1988). Peintre et poétesse anglaise. En 1939, elle rejoint le groupe surréaliste londonien et participe à l'exposition Living art in England. Elle collabore à la revue London bulletin (poèmes et tableaux). Son goût pour l'occultisme l'écarte du groupe[12].

- Aloïse Corbaz (Lausanne, 1886 - Gimel, Suisse, 1964). Peintre suisse. Ayant aperçu le Kaiser Guillaume II au cours d'une parade militaire, elle en tombe amoureuse au point que sa famille la fait interner en 1918. Elle y restera enfermée jusqu'à sa mort. À l'âge de 55 ans, elle commence à dessiner avec des crayons aux couleurs vives et sans nuance des dessins dont les thèmes principaux sont les grandes amoureuses de l'histoire telles Cléopâtre ou Joséphine de Beauharnais. En 1950, elle réalise un dessin sur une feuille de 14 mètres : Le Cloisonné de théâtre[13].

- Aube Elléouët née Breton (Paris, 1935). Plasticienne française (collages). Fille d'André Breton et Jacqueline Lamba. En 1956, elle épouse le poète surréaliste Yves Elléouët mais ce n'est qu'à partir de 1970 qu'elle réalise ses premiers collages[14].

- Leonor Fini (Buenos-Aires, 1907 - Paris, 1996). Peintre et écrivain italienne[15]. Elle rencontre les surréalistes parisiens en 1933 et se lie d'amitié avec Victor Brauner, Paul Eluard et Max Ernst. Refusant d'intégrer le groupe, n'ayant aucun goût, selon elle, pour les réunions ni pour les manifestes, c'est en solitaire qu'elle explore un univers onirique dans lequel dominent les personnages féminins[16].

- Aline Gagnaire (Paris, 1911 - Paris, 1997). Peintre française. En 1938, elle adhère au groupe des Réverbères puis, à partir de 1941, elle illustre des publications du groupe clandestin La Main à plume. Sa première exposition personnelle a lieu à Paris en 1946. À partir de 1956, elle délaisse la peinture « pure » pour introduire dans ses œuvres divers matériaux comme des chiffons froissés (La Mère Ubu, 1959) ou du plâtre mélangé à de la résine et de l’étoupe (Ancrer l’espace, 1973). Une rétrospective de ses travaux a été présentée à Verviers (Belgique) en 1964[17].

- Giovanna née Anna Voggi (Reggio d'Émilie (Italie), 1934). Peintre, écrivaine et créatrice de performances italienne. Elle rencontre le groupe surréaliste et André Breton en 1965 grâce à sa performance La Carte absolue créée avec son compagnon Jean-Michel Goutier. Elle participe aux revues L’Archibras et Coupure ainsi qu’à l'exposition internationale du surréalisme à São Polo en 1967 et à celle intitulée La Fureur poétique organisée par José Pierre à Paris. Sa dernière performance connue s'est déroulée en 1997, à Cerisy-la-Salle, à l'occasion du colloque La Part féminine dans le surréalisme[18]. La plupart de ses écrits sur le rêve, sur la sexualité et sur le surréalisme ont été réunis en 2024, après sa mort[19].

- Jane Graverol (Ixelles, 1908 – Fontainebleau, 1984). Peintre belge d’origine française. Elle rencontre René Magritte en 1949. À l’occasion de sa première exposition personnelle à Paris, Galerie du Ranelagh, en 1967, elle rencontre Gaston Ferdière (le médecin qui a suivi Antonin Artaud pendant son internement à Rodez) et s’installe avec lui à Paris[20].

- Valentine Hugo née Gross (Boulogne-sur-Mer, 1887 - Paris, 1968). Peintre française. Elle rencontre et noue des liens d'amitiés avec René Crevel et Paul Eluard en 1928, puis elle a une brève relation sentimentale avec André Breton (en 1931 et 1932). Elle participe à différentes expositions surréalistes à Paris et à New York. Elle quitte le surréalisme en 1936[21].

- Frida Kahlo (Coyoacan, Mexique, 1907 – Mexico, 1954). Peintre mexicaine. Épouse du peintre Diego Rivera. Venue à Paris en 1939, à l'occasion d'une exposition sur le Mexique mais mal reçue et ayant attrapé un virus, elle écrit à son amant américain du moment qu’elle fustige ses « lunatiques et tarés que sont les surréalistes ». Même s'il semble plutôt indifférent, pour André Breton la grande valeur de l'œuvre de Kahlo est qu'elle « donne » sur la destinée intérieure[22].

- Rita Kernn-Larsen  (1904-1998), peintre danoise. A exposé deux œuvres au Salon de 1937[réf. nécessaire].

- Greta Knutson (Stockholm, 1899 – Paris, 1983). Peintre et écrivaine d’origine suédoise. Après l’École des beaux-arts de Stockholm, Greta Knutson s’installe à Paris en 1922. Elle rencontre Tristan Tzara en 1925 puis René Char en 1937 avec qui elle a une relation amoureuse. Son œuvre picturale et littéraire reste confidentielle[23].

- Jacqueline Lamba (Saint-Mandé, 1910 - Rochecorbon, 1993). Peintre française. Deuxième épouse d'André Breton qui fut, pour lui, « la toute-puissante ordonnatrice » de La Nuit du tournesol, poème prémonitoire écrit en 1923 anticipant leur rencontre en 1934. À l'ombre de Breton, elle contribue à de nombreuses manifestations surréalistes à Paris, Londres, Prague, Ténérife, New York. Elle se détourne du surréalisme en 1948 après avoir détruit la plupart de ses œuvres[24].

- Bona de Mandiargues née Tibertelli De Pisis (Rome, 1926 – Paris, 2005). Peintre, sculptrice et poète d’origine italienne. Elle est initiée à la peinture par son oncle Filippo De Pisis qui, en 1947, la présente à André Pieyre de Mandiargues. Ils se marient en 1950 puis divorcent et se remarient en 1967. Bona partage sa vie entre Paris, l’Italie et le Mexique avec l’écrivain Octavio Paz et le peintre Toledo. Sa peinture traverse plusieurs périodes entre surréalisme, abstraction lyrique, portraits psychédéliques et des sculptures en lambeaux de tissus déchiré. « Ciseaux pour dissection, extraction, opérations, division, séparations… / Ciseaux de la Parque, de la couturière, du paysan et du maçon, du typographe et du censeur, du forgeron et du jardinier… / Ciseaux pour couper la médisance, les sorcières, les mèches, la chandelle, les morves, les vignobles, les roses, les amarres, les liaisons, les crêtes, les couronnes. »[25]

- Margaret Modlin (1927–1998). Peintre américaine, sculptrice et photographe[réf. nécessaire].

- Mimi Parent (Mont-Royal, Québec, 1924 - Villars-sur-Ollon, Suisse, 2005). Peintre et plasticienne canadienne. Après une formation académique aux Beaux-Arts de Montréal d'où elle est renvoyée pour cause d'indiscipline, Mimi Parent et son époux Jean Benoît s'installe à Paris en 1948. Elle rencontre André Breton en 1954 et participe activement au groupe surréaliste jusqu'à sa dissolution en 1969. Mimi Parent ne cesse « de donner du volume » à sa peinture en y collant des matériaux, y incluant des objets (La Cravate en cheveux) et réalise de nombreuses boîtes surréalistes[26].

- Manon Potvin (née en 1968). Peintre et poète québécoise. Elle peint des paysages naturels dans un style surréaliste[réf. nécessaire]

- Kay Sage née Katherine Linn Sage (Albany, New York, 1898 - Woodbury, Connecticut, 1963). Peintre et poète américaine. Après des études d'arts à Rome et dix années d'une vie mondaine, Kay Sage quitte l'Italie pour s'installer à Paris (1934). Elle y rencontre les surréalistes et participe à l'Exposition internationale du Surréalisme à la Galerie des Beaux-Arts (janvier 1938). Ses tableaux sont remarqués par André Breton qui admire sa « vision dépouillée et tendre » (Genèse et perspectives artistiques du surréalisme) et Yves Tanguy. Avec ce dernier commence une liaison durable. Au début de la Seconde Guerre mondiale, Kay Sage retourne aux États-Unis et entreprend des démarches afin d'obtenir des visas pour nombre d'artistes restés en France. Réformé, Tanguy la rejoint et ils s'installent à Woodbury (1940). Elle se suicide huit ans après la mort d'Yves Tanguy[27].

- Stella Snead (Londres 1910 - 2006). Peintre et photographe anglaise. À New York, en 1941, elle fréquente le groupe surréaliste reconstitué autour d'André Breton et Marcel Duchamp. Elle voyage dans le Sud-Ouest des États-Unis notamment dans l'État du Nouveau-Mexique dont les paysages l'inspirent. Après une grave dépression, en 1950, elle délaisse la peinture pour la photographie et le photo-collage. Longtemps ignorée en France, sa première exposition parisienne est organisée en janvier 2000[28].

- Eva Švankmajerová (1940–2005). Peintre, auteure et céramiste tchèque. Elle collabore avec son mari Jan Švankmajer pour la réalisation des films Alice, Faust et Les Conspirateurs du plaisir[réf. nécessaire]

- Dorothea Tanning (1910–2012). Peintre, sculptrice, graveur, auteure et poète. Très tôt, elle réalise des œuvres influencées par le surréalisme. Elle devient membre du groupe surréaliste de New York dans les années 1940 avant d'épouser Max Ernst[réf. nécessaire]

- Bridget Bate Tichenor (en) (Paris, 1917–1990). Peintre d'origine britannique. Elle a appartenu à l'école du réalisme magique et était aussi rédactrice mode[réf. nécessaire]

- Toyen née Marie Čermínová (Prague, 1902 – Paris, 1980). Peintre tchécoslovaque. Cofondatrice du groupe surréaliste de Prague en 1934. Exilée en France en 1947, elle participe aux manifestations organisées par André Breton[29].

- Remedios Varo née Remedios Varo Uranga (Anglès, Espagne, 1908 - Mexico, 1963). Peintre espagnole. En 1936, elle rencontre Benjamin Péret à Barcelone. Ils se marient et s'installent à Paris. Elle participe aux activités du groupe surréalistes et présente quelques tableaux à l'Exposition internationale du Surréalisme de 1938. Avec Péret, elle quitte la France, en 1941, pour le Mexique. Elle reprend la peinture en 1953[30].

- Unica Zürn (Berlin, 1916 - Paris, 1970). Peintre, dessinatrice et écrivaine allemande. En 1953, elle rencontre Hans Bellmer à Berlin et le suit à Paris. Bellmer la présente au groupe surréaliste. Elle participe à l'Exposition internationale du Surréalisme de 1959. De fréquentes crises de schizophrénie l'obligent à séjourner à plusieurs reprises en clinique, cependant elle poursuit son œuvre picturale et littéraire. Elle met fin à ses jours en se jetant d'une fenêtre de l'appartement de Bellmer[31].

## Sculptrices
- Micheline Bonoure (Saint Pierre d'Oléron, Charente Maritime 1924 - 1981). Française, femme de Vincent Bounoure. Elle présente des objets à l'exposition Eros de 1959[32].

- Elisa Breton (1906–2000). Auteure et plasticienne chilienne d'origine française. Elle fut la troisième épouse d'André Breton et a réalisé les boîtes surréalistes[réf. nécessaire].

- Maria Martins (Campanha, Brésil, 1894 - Rio de Janeiro, 1973). Artiste brésilienne. Elle découvre la sculpture en Belgique en 1936 et, en 1942, les surréalistes en exil à New York. Elle est modèle pour Marcel Duchamp pour le corps féminin de l'œuvre Étant données.... En 1959, elle participe à l'exposition Eros[33].

- Meret Oppenheim (Berlin, 1913 - Bâle, 1985). Peintre, plasticienne et écrivaine suisse. Elle entre dans le groupe surréaliste en 1932. Sa renommée commence en 1936 avec la présentation de son Déjeuner en fourrure[34].

## Photographes
- Denise Bellon (Paris, 1902 - 1999). Photographe française. Proche des surréalistes dès les années 1920, elle a photographié plusieurs expositions et réalisé des portraits du groupe à la demande d'André Breton[35].

- Claude Cahun née Lucy Schwob (Nantes, 1894 - Saint-Hélier, Jersey, 1954). Écrivaine et photographe française. Nièce de l'écrivain Marcel Schwob, elle prend le pseudonyme de Claude Cahun en 1917[36]. C'est en adhérant à l'Association des écrivains et artistes révolutionnaires (AEAR)[37] que Claude Cahun rencontre Breton et René Crevel et fréquente le groupe surréaliste parisien (1932). Elle participe à l'Exposition des objets surréalistes à Paris ainsi qu'à l'Exposition surréaliste internationale de Londres (1936). En 1953, elle tente de renouer des liens avec les surréalistes parisiens[réf. nécessaire].

- Nusch Eluard (1906–1946) Photographe, artiste et modèle française d'origine alsacienne, deuxième épouse du poète Paul Eluard.

- Henriette Grindat (1923–1986). Photographe suisse ayant collaboré avec André Breton et Albert Camus[réf. nécessaire].

- Ida Kar (1908–1974). Photographe russe ayant vécu et travaillé à Paris, au Caire et à Londres.

- Dora Maar née Henriette Theodora Markovitch (Paris, 1907 - Ménerbes, 1997). Photographe, peintre et poétesse[38] française. Elle rencontre les surréalistes parisiens en 1934, mais fréquente autant les « exclus » Max Morise et Jacques Prévert puis Georges Bataille. Paul Eluard la présente à Pablo Picasso, elle devient son amante et sa muse. Elle est le modèle de la série des Femmes qui pleurent. En 1937, elle photographie les étapes successives de la création de Guernica. Son œuvre surréaliste est essentiellement photographique, notamment le Portrait d'Ubu (1936). À partir de 1944, Dora Maar se retire à Ménerbes (Vaucluse) dans une solitude mystique[39].

- Emila Medková (en) née Emila Tláskalová, (Ústí nad Orlicí, 1928 – Prague, 1985). Photographe tchèque. Elle fréquente le surréalisme après sa rencontre avec l’historien de l’art et figure centrale du surréalisme tchèque Karel Teige en 1951. Elle réalise des images documentaires sur l'environnement urbain[40].

- Lee Miller (1907–1977). Photographe, reporter et modèle américaine.

- Francesca Woodman (1958–1981). Photographe américaine.

## Les cinéastes
- Maya Deren (Kiev, 1917 - New York 1961). Cinéaste américaine. En 1922, sa famille s’installe aux États-Unis et à 22 ans, elle tourne son premier film Meshes of the afternoon. Pendant la Seconde guerre mondiale, elle rencontre André Breton, en exil à New-York et Marcel Duchamp fait une apparition dans The Witch’s craddle (1943). L’année suivante, elle réalise son chef-d’œuvre At land dont le montage-collage s’apparente à Un chien andalou de Luis Buñuel et Salvador Dalí. En 1947, elle filme des rituels vaudou en Haïti et revendique son œuvre comme plus expérimentale que surréaliste[41].
- Germaine Dulac (1882–1942) réalisatrice française ayant réalisé La Coquille et le Clergyman en 1928.
- Nelly Kaplan (née en 1931) française née en Argentine.

## Les créatrices de mode
- Gala Dalí née Helena Dimitrievna Deluvina Diakonova (Kazan, Russie, 1894 – Figueras, Espagne, 1982). Muse et épouse de Paul Eluard, maîtresse de Max Ernst puis épouse et unique modèle féminin de Salvador Dalí qui fera d'elle un mythe vivant et une icône moderne, doublé d'un efficace agent artistique. « J'astiquais Gala pour la faire briller, la rendant la plus heureuse possible, la soignant mieux encore que moi-même, car sans elle tout était fini », Salvador Dalí en 1968[42].

- Suzanne Muzard (Aubervilliers, 1900 - Fitz-James, Oise, 1992). Alors qu'elle est fiancée à l'écrivain Emmanuel Berl, Suzanne Muzard et André Breton ont un coup de foudre réciproque dès leur première rencontre (novembre 1927). Il s'ensuit une grande passion amoureuse mais orageuse, jusqu'en 1931, Suzanne ne se résignant pas à quitter Berl. Pour cette femme qui « s'est substituée aux formes qui [lui] étaient les plus familières [et devant qui doit] prendre fin [une] succession d'énigmes. »[43] », Breton ajoute une troisième partie à son récit Nadja[44].

- Elsa Schiaparelli (1890 – 1973). Créatrice de mode, collaboratrice et amie de Salvador Dalí et de Leonor Fini[45].

## Les écrivaines
- Aase Berg (en) (née en 1967) est une poétesse et critique suédoise, et figure parmi les membres fondateurs du Groupe surréaliste de Stockholm créé en 1986.

- Suzanne Allen (Chaillac, Indre, 1920 - Paris, 2001). Poète et romancière. Elle participe au mouvement des surréalistes révolutionnaires à partir de 1946[46]

- Elisa Breton née Elisa Bindhoff (Vina del Mar, Chili, 1906 - Le Kremlin-Bicêtre, 2000). Plasticienne et écrivain chilienne. Elle rencontre Breton à New York en janvier 1944. Ils se marient l'année suivante. Pour elle, Breton écrit Arcane 17. Elle a réalisé quelques boîtes surréalistes remarquables[47].

- Suzanne Césaire, (Trois-Islets, Martinique, 1915 - La Verrière, Yvelines, 1966). Écrivaine française. Ses articles dans la revue Tropiques qu'elle a créée et dirigée avec Aimé Césaire ont contribué à faire connaître le surréalisme en Martinique[48].

- Lise Deharme née Lise Hirtz (Paris, 1898 - Neuilly-sur-Seine, 1980). Romancière et poétesse française. Elle rencontre Louis Aragon et André Breton au Bureau des recherches surréalistes en 1924. Elle y laisse un gant et attise une passion amoureuse de la part de Breton. Ce dernier en raconte l'épisode dans Nadja : elle apparait sous le nom de Lise Meyer, « la femme aux gants bleu ciel »[49]. En 1933, elle dirige la revue surréaliste Le Phare de Neuilly[50].

- Marcelle Ferry (Granville, 1904 - Suresnes, 1985). Écrivaine et poétesse française. Elle fréquente les surréalistes parisiens au début des années 1930. Elle a une liaison avec Georges Hugnet puis André Breton qui lui dédie un collage floral de la plaquette Violette Nozière. Ses premiers poèmes L'Île d'un jour sont publiés en 1938 aux Éditions Surréalistes[51].

- Irène Hamoir (Saint-Gilles (Belgique), 1906 – Bruxelles, 1994). Poète et romancière belge. En 1926, elle rencontre le peintre Marc Eemans qui l’introduit dans le groupe surréaliste de Bruxelles. Elle y rencontre Louis Scutenaire qu’elle épouse quatre ans plus tard. Elle apparaît constamment sous le nom de Lorrie dans ses Inscriptions mais aussi dans les dessins et tableaux de René Magritte. Elle lui rend la politesse en faisant du peintre l'un de ses personnages principaux dans son roman Boulevard Jacqmain (1953)[52]. Ses poèmes écrits entre 1930 et 1945 ont été réunis en un unique recueil. « Mes tribunaux ouvrent la nuit et le jour je n'en suis pas maître / Mes bras sont gros les yeux fermés / Sans paupière la jambe de pauvreté sèche. »[53]

- Ruth Henry (Pfalz, Allemagne, 1925 - Paris, 2007). Écrivaine, journaliste et traductrice allemande. Installée à Paris en 1955, elle y rencontre Breton, Marcel Duchamp, Max Ernst, Meret Oppenheim et Man Ray. En 1965, paraît en Allemagne la première anthologie de textes surréalistes traduits par ses soins. Elle traduit également les deux Manifestes de Breton qui paraissent en 1969. Devenue une proche amie d'Unica Zürn, elle entreprend la traduction française de L'Homme-Jasmin (1970) et Sombre printemps (1971)[54]. Son autobiographie paraît en 2010 sous le titre Manchmal sind es nur Bilder : ein Pariser Leben.

- Marianne van Hirtum (Saint-Servais (Belgique), 1925 - Paris, 1988). Poétesse, écrivaine, peintre et sculptrice belge. Par l’intermédiaire de Pierre Seghers et Jean Paulhan, elle adresse ses premiers poèmes à André Breton, en 1955, qui l’invite à rejoindre les surréalistes parisiens. En 1956, elle expose des gouaches et des marionnettes à la Galerie Adrienne Monnier et fait paraître Poèmes pour les petits pauvres et L’Insolite. À partir de 1959, ses dessins à l’encre de Chine et ses contes drôlatiques figureront dans toutes les expositions dédiées au surréalisme ainsi que dans plusieurs revues. « Marianne marchait le long des jours sableux sans savoir ce qu’elle allait soudain découvrir au détour d’un château d’épines. »[55]

- Laurence Iché (Saint-Étienne, 1921 - Madrid, 2007) Poétess française. Fille du sculpteur René Iché qui l’initie à l’art d’avant-garde, elle a dix-neuf ans quand elle commence à poser pour lui, puis pour |Pablo Picasso et Victor Brauner. Elle commence à écrire en 1939 et rencontre le poète Robert Rius qui fait aussi office de secrétaire d’André Breton et qu’elle épouse en 1941. Ensemble, ils participent à la création du mouvement surréaliste semi-clandestin La Main à plume[56] Autrice du recueil de poèmes érotiques Au fil du vent illustré par Óscar Domínguez et du recueil de contes Étagère en flamme illustré par Picasso[réf. nécessaire]

- Annie Le Brun (Rennes, 1942). Écrivain, poète et critique française. Elle rencontre André Breton en 1963 et participe au mouvement surréaliste jusqu'en 1969. Son premier recueil de poèmes Sur le champ, illustré par la peintre Toyen, paraît en 1967. Occupée par ses têtes d'orage[57] que sont Aimé Césaire, Alfred Jarry, Raymond Roussel et Sade, Annie Le Brun n'a jamais délaissé le surréalisme, lui consacrant même deux ouvrages Qui vive. Considérations actuelles sur l'inactualité du surréalisme et Surréalisme et subversion poétique en 1991[58].

- Sheila Legge née Sheila Chetwynd Inglis (Penzance (Angleterre), 1911 - Banyuls-sur-Mer, 1949). Poétesse et créatrice d'objets. En 1936, elle expose des objets lors de l'exposition internationale du surréalisme à Londres. Le jour de l'inauguration, elle apparaît à Trafalgar Square vêtue d'une longue robe de satin, le visage couvert de roses, tenant dans une main une jambe artificielle, dans l'autre une côte de porc, et entourée d'une nuée de pigeons. Des journaux populaires la baptisent aussitôt « fantôme surréaliste »[59].

- Suzanne Lilar née Suzanne Verbist (Gand (Belgique), 1901 – Bruxelles, 1992). Romancière, essayiste et dramaturge belge. Avocate de formation, épouse d’un ministre de la Justice et mère de l’écrivaine Françoise Mallet-Joris, Suzanne Lilar est considérée comme surréaliste plus par ses écrits que par son attachement à un groupe. Le statut des femmes est au centre de ses réflexions : ainsi elle écrit la pièce Le Burlador (1946) où le personnage de Dom Juan est repensé du point de vue féminin. Parallèlement elle mène une exploration surréaliste dans ses autobiographies Une enfance gantoise (1979) et Le Journal en partie double (1986). Malgré une certaine reconnaissance officielle, Suzanne Lilar n’a guère rencontré le succès public[60].

- Mary Low (Londres, 1912 - Miami, 2007). Poétesse, écrivaine anglo-australienne et militante révolutionnaire. En 1933, elle rencontre à Paris les surréalistes Óscar Domínguez et Benjamin Péret ainsi que le poète cubain militant trotskiste Juan Brea avec qui elle se marie. De 1934 à 1936, ils rencontrent et se lient d'amitié avec Victor Brauner à Bucarest, E. L. T. Mesens à Bruxelles et Toyen à Prague. En 1936, ils participent à la guerre d'Espagne en s'engageant dans le groupe dissident POUM. En 1938, parait aux Éditions surréalistes, le recueil de poèmes écrits en commun La Saison des flûtes. Après la mort de son « compagnon en muscade aux caresses inquiétantes » survenue en 1941, Mary Low se détourne du surréalisme[61].

- Joyce Mansour (Bowdon, Angleterre, 1928 - Paris, 1986). Écrivaine et poétesse égyptienne. Son premier recueil de poèmes écrits en français Cris est publié par les éditions Seghers. Il est aussitôt remarqué par la revue surréaliste Médium. Elle rencontre André Breton avec qui elle lie une profonde et durable amitié et participe au groupe surréaliste[62].

- Nora Mitrani (Sofia, 1921 - Paris, 1961). Écrivaine et sociologue bulgare. Elle intègre le groupe surréaliste de Paris en 1947 et participe régulièrement aux diverses revues NÉON, Le Surréalisme même, Bief... Compagne d'Hans Bellmer puis de Julien Gracq qui lui écrit une préface pour une anthologie de ses textes écrits entre 1940 et 1960 (1988)[63].

- Olga Orozco (1920–1999), poétesse argentine de la 'Tercera Vanguardia génération.

- Alejandra Pizarnik (1936–1972), poétesse argentine fortement influencée par le surréalisme[64].

- Valentine Penrose née Boué (Mont-de-Marsan, 1898 - Chiddingly, Angleterre, 1978). Poétesse, romancière et plasticienne française. Mariée avec Roland Penrose, elle fréquente les surréalistes parisiens à partir de 1925. Ses premiers poèmes sont publiés par Les Cahiers du Sud en 1926. Pratiquant l'écriture automatique pour ses poèmes, Valentine Penrose créé aussi des collages influencés par ceux de Max Ernst. Après un séjour en Inde, en 1936, avec Alice Rahon, elle se réfugie en Angleterre en 1939 et rejoint les surréalistes londoniens. En 1962, paraît le récit historique Élisabeth Báthory, la Comtesse sanglante qui rencontre un succès public et impressionne les surréalistes « en prouvant que l'érudition et la densité poétique ne sont nullement contradictoires[65]. »

- Gisèle Prassinos (Constantinople, 1920 - Paris, 2015), Poétesse, romancière, novelliste et artiste plasticienne. Elle pratique l'écriture automatique à l'âge de quatorze ans, avec succès. Elle incarne la « femme-enfant » pour le groupe des surréalistes qu'elle quitte en 1935[66].

- Alice Rahon née Alice Philippot (Chenecey-Buillon, Doubs, 1904 - Mexico, 1987). Poétesse et peintre française. À Paris, en 1931, elle rencontre les surréalistes et Wolfgang Paalen qu'elle épouse en 1934. Son premier recueil de poèmes À même la terre paraît aux Éditions Surréalistes en 1936. Après avoir émigré au Mexique avec Paalen, elle abandonne l'écriture pour la peinture et participe à l'organisation de la première exposition surréaliste à Mexico (1940). En 1942, toujours avec Paalen, elle fonde la revue Dyn. En 1967, elle rend hommage à André Breton avec le tableau Homme traversé par une rivière[67].

- Penelope Rosemont (en) (née en 1942). Écrivain et peintre américaine. Avec son mari Franklin, elle fonde le premier groupe surréaliste américain et participe à toutes ses activités. En 1970, elle publie un recueil de poèmes Athanor, représentatif du groupe de Chicago[68].

- Ginka Steinwachs (en) (née en 1942), écrivaine et intellectuelle allemande. Sa thèse de doctorat sur André Breton a été publié sous le titre Mythologie des Surrealismus.

- Blanca Varela (en) (1926–2009), poétesse péruvienne. Octavio Paz parle de son travail comme étant dans la "lignée spirituelle" du surréalisme[69].

- Haifa Zangana (en) (née en 1950), écrivaine irakienne active à Londres[70].